# Rick Karsdorp
Rick Karsdorp (ur. 11 lutego 1995 w Schoonhoven) – holenderski piłkarz grający na pozycji obrońcy w PSV Eindhoven

## Kariera klubowa

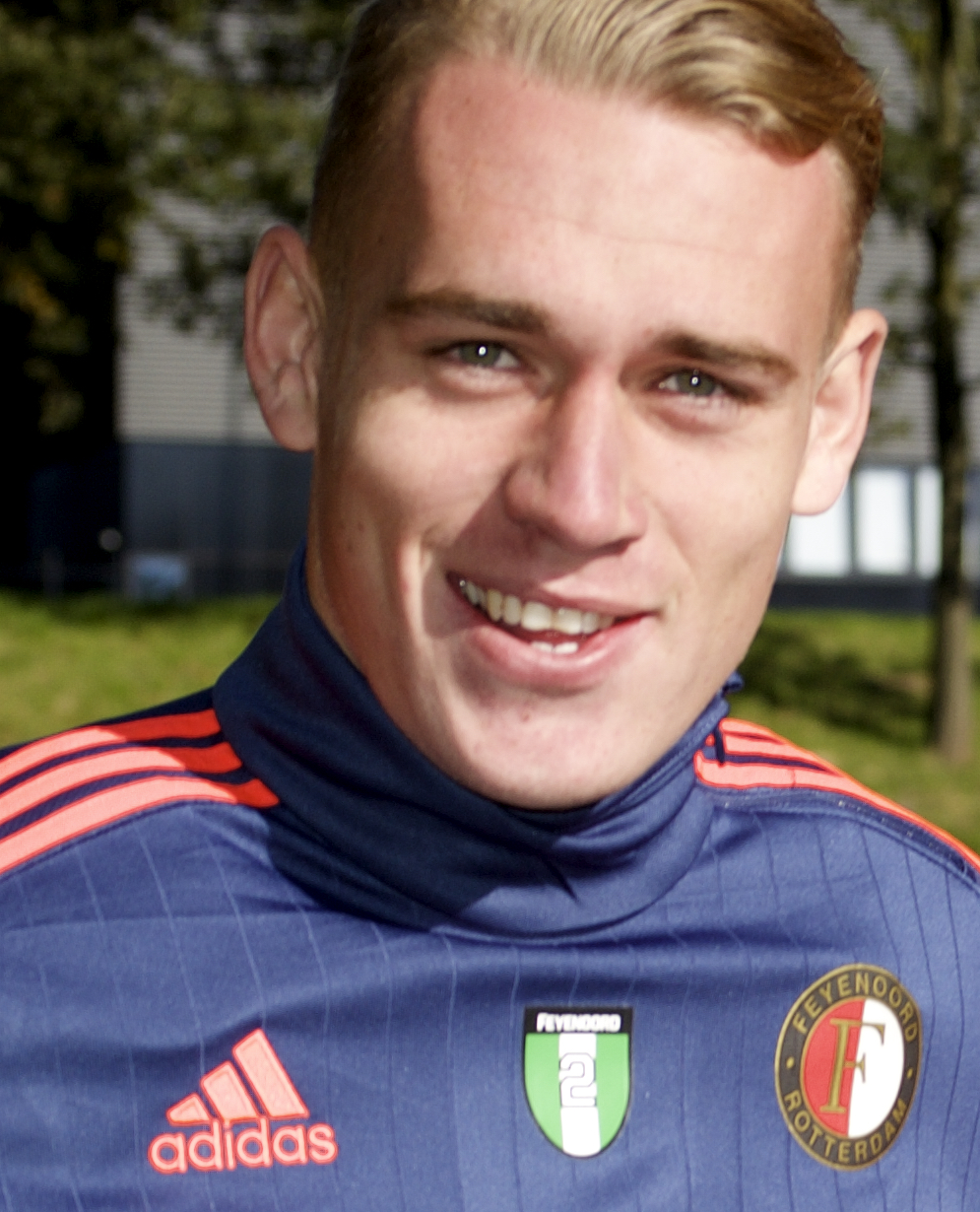
Karsdorp w barwach Feyenoord

Treningi piłki nożnej rozpoczął w klubie VV Schoonhoven, z którego w 2004 roku trafił do Feyenoordu. W grudniu 2013 podpisał półtoraroczny kontrakt z pierwszą drużyną tego klubu z możliwością przedłużenia o rok, obowiązujący od 1 stycznia 2014. Z Feyenoordem wygrał Puchar Holandii w sezonie 2015/2016 i mistrzostwo Holandii w sezonie 2016/2017. W czerwcu 2017 podpisał pięcioletni kontrakt z AS Roma. 25 października 2017 zadebiutował w tym klubie w wygranym 1:0 meczu z FC Crotone. W sierpniu 2019 został wypożyczony do końca sezonu do Feyenoordu.

## Kariera reprezentacyjna
W reprezentacji Holandii zadebiutował 7 października 2016 w wygranym 4:1 meczu eliminacji do Mistrzostw Świata 2018 z Białorusią.

## Życie osobiste
Jego rodzice rozwiedli się, gdy miał 13 lat. Ma starszego brata Kevina.